# Otto Hörsing

Otto Hörsing

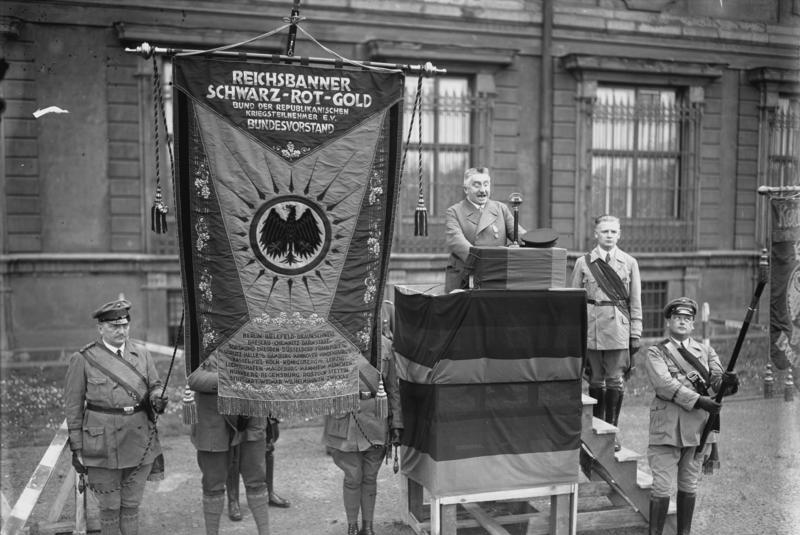
Otto Hörsing spricht vor dem Berliner Schloss während der Verfassungsfeier am 11. August 1929

Friedrich Otto Hörsing (* 18. Juli 1874 in Groß-Schilleningken, Ostpreußen; † 16. August 1937 in Berlin) war ein Politiker der Sozialdemokratischen Partei Deutschlands, Initiator des Reichsbanners Schwarz-Rot-Gold und dessen langjähriger Bundesvorsitzender.

## Leben
Otto Hörsing entstammte einfachen Verhältnissen. Nach dem Besuch der Volksschule in Groß Schilleningken im Kreis Niederung absolvierte Hörsing von 1888 bis 1891 eine Lehre zum Schmied, arbeitete anschließend als Metallarbeiter in Berlin bei Borsig und besuchte ein Privattechnikum in Kiel. Hörsing wurde 1905 Mitglied der SPD und noch im selben Jahr vom Sozialdemokratischen Verein Gaarden und Umgegend zum Delegierten für den Provinzialparteitag gewählt. Bis 1908 war er hauptamtlicher Sekretär des Deutschen Metallarbeiterverbandes in Kattowitz, anschließend bis 1914 Sekretär des SPD-Bezirks Oberschlesien in Oppeln. Von 1914 bis 1918 nahm Hörsing am Ersten Weltkrieg teil, zuletzt im Range eines Vizefeldwebels als Betriebsleiter eines Kriegsgefangenenlagers in Rumänien.
In der Zeit der Novemberrevolution und danach übte Hörsing als Berufspolitiker der SPD bedeutende Funktionen aus. Er war seit Januar 1919 Vorsitzender des Zentral-Arbeiter- und Soldatenrates für die Provinz Oberschlesien, vom 6. April 1919 bis Januar 1920 Reichskommissar für Oberschlesien und die Provinz Posen (seit 27. März war er bereits preußischer Staatskommissar gewesen). Daneben gehörte Hörsing 1919/20 der verfassunggebenden Deutschen Nationalversammlung und bis Dezember 1922 dem Reichstag an. Von 1924 bis 1933 war er Mitglied des Preußischen Landtags.
Seit dem 23. Februar 1920 leitete Hörsing als Oberpräsident die Verwaltung der preußischen Provinz Sachsen mit Sitz in Magdeburg. Gemeinsam mit dem preußischen Innenminister Carl Severing schlug er 1921 die kommunistischen Aufstände in Mitteldeutschland nieder. In seiner Amtsführung zeigte Hörsing „ebensoviel praktische Energie wie verbale Disziplinlosigkeit“.
Im Jahre 1924 ergriff Hörsing in Magdeburg die Initiative zur Gründung des parteiübergreifenden Reichsbanners Schwarz-Rot-Gold, um im Zusammenwirken mit republikanisch gesinnten bürgerlichen Kräften Versammlungen und Kundgebungen vor militanten Angriffen von monarchistischen, völkischen, faschistischen oder kommunistischen Gegnern zu schützen. Vorbild war der Republikanische Schutzbund der österreichischen Sozialdemokratie. Die Gründungsversammlung wählte Hörsing am 22. Februar 1924 zum Bundesvorsitzenden.

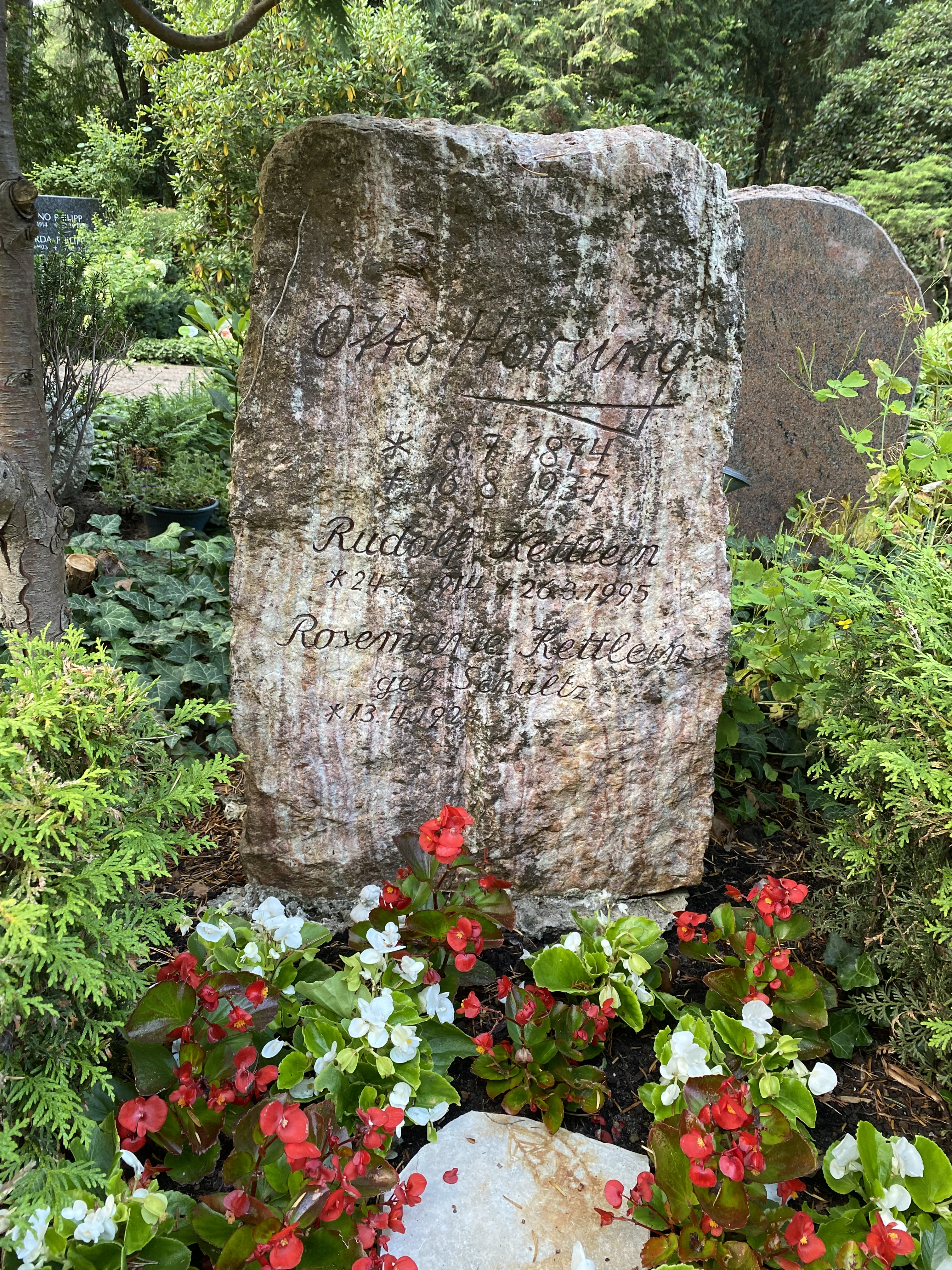
Grabstätte auf dem Waldfriedhof Dahlem

Hörsings zum Teil unkonventionelles Vorgehen im Amt, wie in der „Mordaffäre Haas“, das 1926 eine dreitägige Debatte im preußischen Landtag zur Folge hatte, seine heftige Kritik an den deutschnationalen Reichsministern in der Regierung Marx, besonders an dem Innenminister Keudell auf dem ostpreußischen Reichsbannertag in Königsberg im Mai 1927, sowie Vorwürfe gegen das Vorgehen der österreichischen Regierung während der „Wiener Ereignisse“ hatten die SPD-Koalitionsregierungen in Preußen immer wieder in Erklärungsnöte gebracht. Schließlich versetzte der preußische Innenminister Albert Grzesinski am 21. Juli 1927 Hörsing als Oberpräsidenten nach einer Missbilligung durch die Reichsregierung in den einstweiligen Ruhestand.
Es folgte ein anwachsendes Zerwürfnis mit der SPD-Führung. Hörsing gründete Anfang Dezember 1931 eine eigene Zeitung (Deutscher Volks-Kurier: Tageszeitung für Arbeitsbeschaffung, Wirtschaft und Politik), die er nach heftiger Kritik aus der sozialdemokratischen Presse aber bereits wenige Tage später wieder liquidierte. Am 16. Dezember 1931 ersetzte der SPD-dominierte Vorstand des Reichsbanners Hörsing an der Spitze der Organisation kommissarisch durch den stellvertretenden Vorsitzenden Karl Höltermann und am 3. Juli 1932 schloss die SPD Hörsing aus. Zwei Tage später gründete er zusammen mit dem Jugendsekretär und dem Kassierer des Reichsbanners, Paul Crohn, die „Sozial-Republikanische Partei Deutschlands (Hörsing-Bewegung für Arbeitsbeschaffung)“ (SRPD). Am 13. September 1932 fasste der Reichsbanner-Vorstand gegenüber der SRPD einen Unvereinbarkeitsbeschluss und schloss den langjährigen Vorsitzenden aus. Bei der Wahl zum 7. Reichstag am 6. November 1932 erhielt die Hörsing-Partei reichsweit nur 8395 Stimmen (0,02 %).
Nach der Machtergreifung der Nationalsozialisten entließ Anfang August 1933 die preußische Regierung Hörsing aus politischen Gründen aus dem Beamtenverhältnis und stellte die Pensionszahlung ein. Hörsing zog nach Berlin, wo er seine letzten Lebensjahre in Armut verbrachte. Ehemaligen Funktionären der SPD blieb er weiterhin verbunden, darunter dem vormaligen Bezirksvorsitzenden in Ostpreußen und Reichsbannerführer Wilhelm Meißner (1899–1994). Zu dessen Kreis gehörten auch Hermann Schlimme, Josef Orlopp und Max Fechner. Noch im Jahr 1937 vermittelte Hörsing den Kontakt des aus der KZ-Haft entlassenen Julius Leber zu dieser Gruppe.
In der Berliner Gropiusstadt erinnert seit 1972 der Hörsingsteig an ihn.
Otto Hörsing fand seine letzte Ruhestätte auf dem Waldfriedhof Dahlem (Feld 002-228).

## Schriften
- D.Curius [d. i. Paul Crohn]: Otto Hörsings Kriegsplan zur Niederringung der Arbeitslosigkeit in Deutschland. Helios-Verlag, Berlin 1931.
- Otto Hörsing (Hrsg.): Neue Kampf-Front. Wochenzeitung für Arbeitsbeschaffung, Wirtschaftsbelebung und Politik. Publikationsorgan der Sozial-Republikanischen Partei Deutschlands (S.R.P.D.). [1. Jahrgang]. Berlin 1932 [es erschienen ab dem 8. Juni 1932 wöchentlich 26 Ausgaben].